# Mirhipipteryx lucieni
Mirhipipteryx lucieni är en insektsart som beskrevs av Günther, K.K. 1969. Mirhipipteryx lucieni ingår i släktet Mirhipipteryx och familjen Ripipterygidae. Inga underarter finns listade i Catalogue of Life.